# Uhrenträger

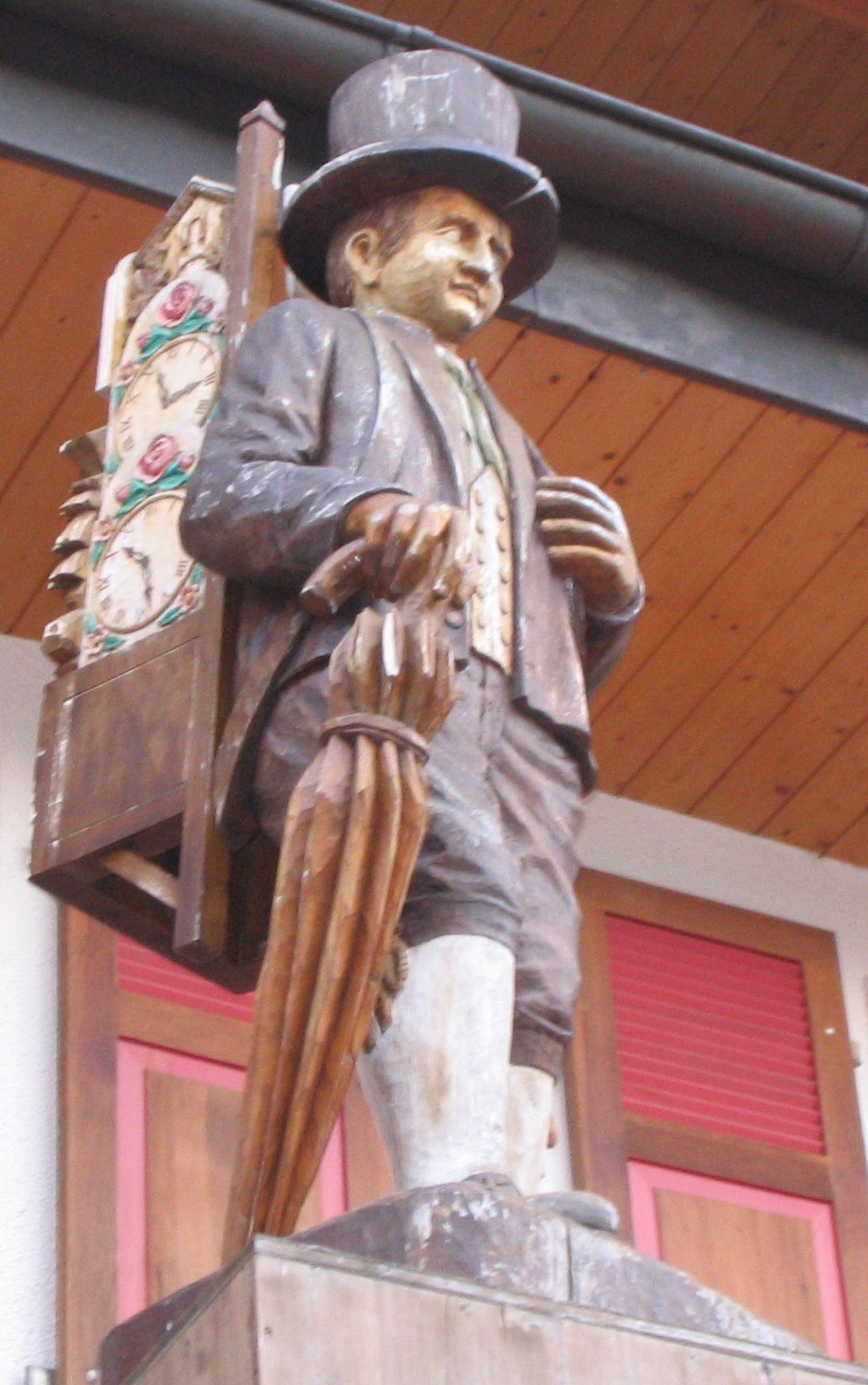
Uhrenträger als Werbefigur

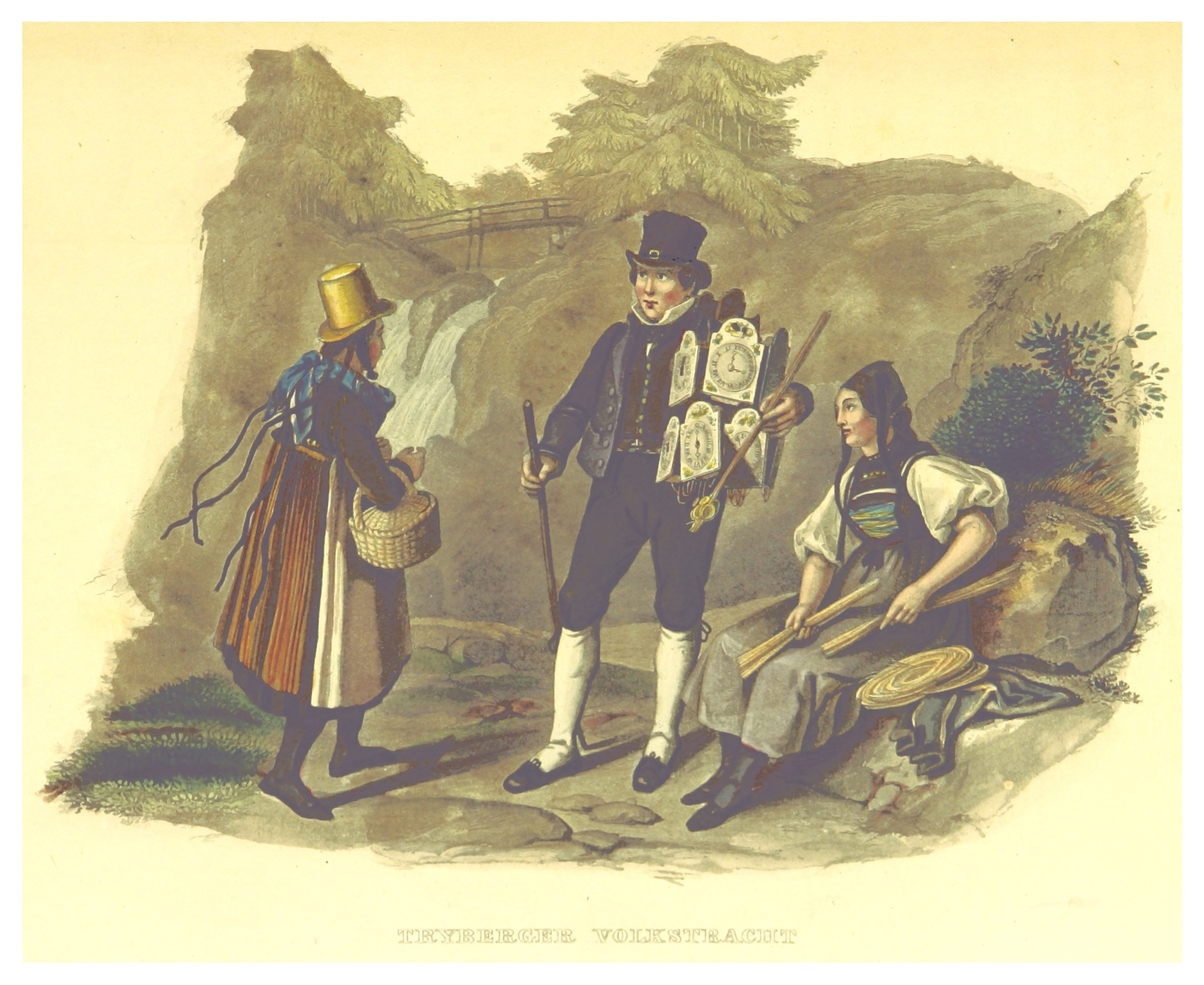
„Uhrenträger“ und zwei Bäuerinnen in Triberger Tracht (um 1840)

Uhrenträger ist die Bezeichnung für den historischen Beruf eines Händlers, der Schwarzwalduhren auf Rückentragen oder Hutten in zum Teil weit entfernte Gebiete trug. Die Absatzmärkte lagen neben den deutschen Ländern auch in England, Holland, Österreich, Italien und Spanien.

## Geschichte
Aus den Glasträgern des Schwarzwaldes entwickelte sich mit der Produktion der Uhren auch der Beruf des Uhrenträgers. Der ambulante Handel war genau geregelt. Die gesetzlichen Regelungen waren von Land zu Land verschieden.
Große Bekanntheit erlangten die Glasträger vor allem durch die Werbung der 1950er und 1960er Jahre, wobei das Interesse für die Uhrenträger vor allem für den Tourismus wiederbelebt wurde.